# 福島県営荻野漕艇場
福島県営荻野漕艇場（ふくしまけんえいおぎのそうていじょう）は、福島県喜多方市高郷町の阿賀川にある漕艇場。1950年（昭和25年）に開設されて以来、国体や高校総体、全日本社会人大会など多くの大会の会場となっている。周辺には民宿が多く所在し、大学漕艇部などの合宿としても利用される。
第7回国民体育大会（1952年）の際には、それまで山間部でのボートレースの実績がなかったことから「ボート山へ登る」と言われた。

## コース
日本ボート協会B級公認コースが1,000 m×6レーンある。
冬季を除く週末にはボートインストラクターの指導のもと、ボート体験が行われている。

## 交通アクセス
- JR磐越西線 荻野駅より徒歩約10分